# Marigot (Dominica)
Marigot (französisch Sumpf) ist der größte Ort im Parish Saint Andrew im Nordosten von Dominica. 2001 hatte das Dorf 2676 Einwohner.

## Geographie
Der Ort liegt am Landvorsprung Pointe Augustine an der Nordostküste zwischen den Orten Wesley und Dominica. Der Dr Nicholas Liverpool Highway verbindet die Orte. Nördlich gelegen ist die Londonderry Bay. Das Dorf ist eingebettet zwischen den Buchten der Mango Hole Bay im Nordosten mit ihren Ausläufern der Marigot Bay, der Middle Bay und der Panto Hole Bay, sowie der Pagua Bay im Süden bei Atkinson. Es gibt eine Bibliothek und das Marigot Hospital.
An der Marigot Bay liegt der Fischereihafen „Marigot Port and Fisheries Complex“ und direkt nördlich davon der Hauptflughafen der Insel, Douglas-Charles Airport (Melville Hall Airport bis 2014).
Südlich des Ortes erhebt sich der Morne Concorde auf 681 m über dem Meer.

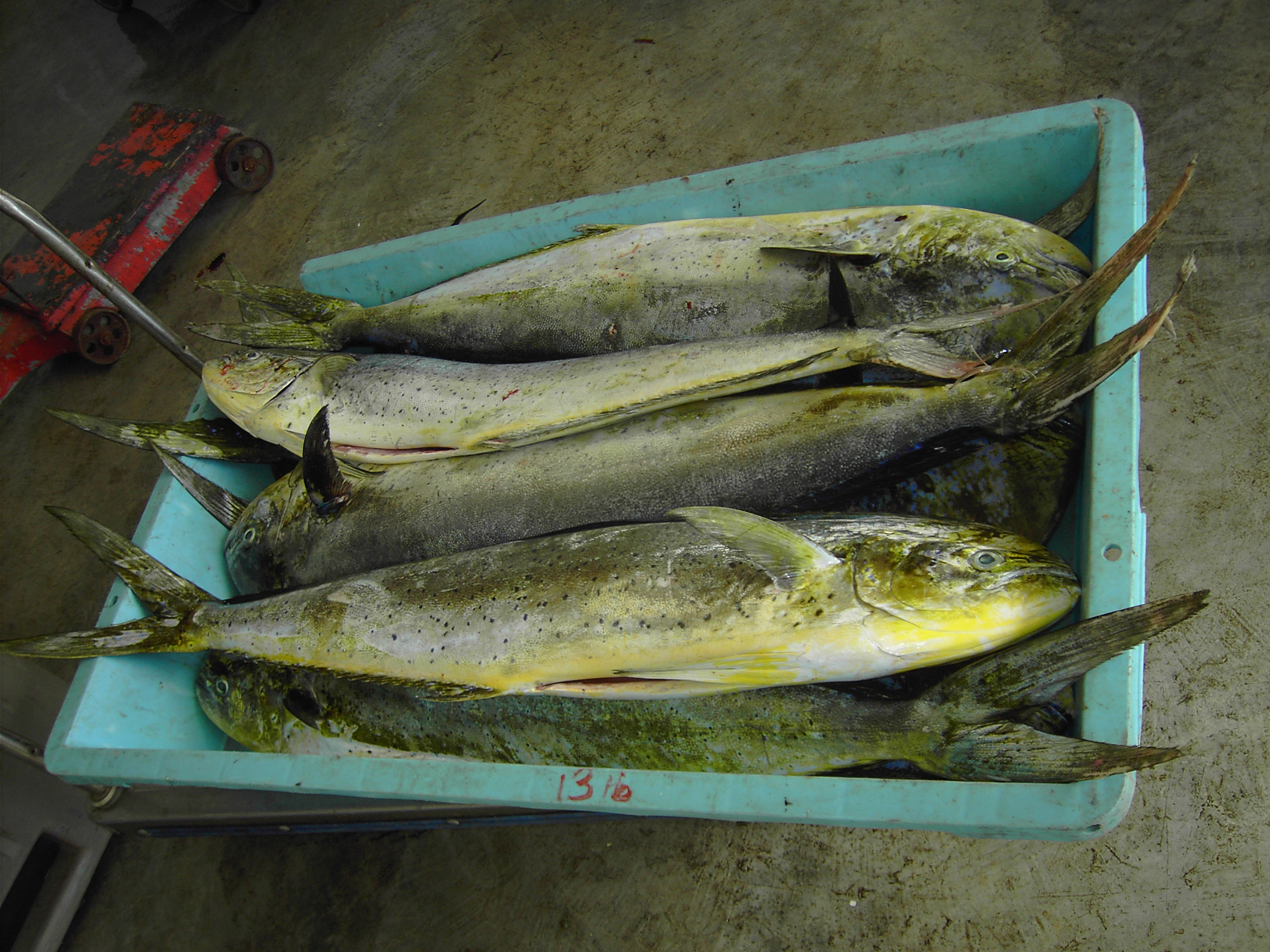
Coryphaena hippurus am Fischerhafen von Marigot.

### Gewässer
Zahlreiche Bäche verlaufen vom Inselinneren zum Meer, unter anderen: Melville Hall River (Kachibona River) mit seinem Nebenfluss Kanal River, Crébiche (Mantipo) River, New Castle Gutter, Geoffrey Gutter und Marechal River.

## Religion
Im Ort gibt es die Marigot Methodist Church, die Marigot SDA Church, sowie das Gebetshaus der Marigot Congregation of Jehova's Witnesses.

## Persönlichkeiten
- Edison James (* 1943), Premierminister
- Billy Doctrove (* 1955), Fußball- und Cricket-Schiedsrichter (umpire)